# Equus przewalskii
Equus przewalskii (poznat i pod neslužbenim nazivima divlji mongolski konj, Takhi ili čak samo Przewalskii) rijetka je podvrsta divljeg konja ili posebna vrsta koji obitava jedino u stepama Središnje Azije (Kina i Mongolija).
U jednom trenutku je ova vrsta izumrla u divljini, te je populacija obnovljena primjercima koji su živjeli u zoološkim vrtovima, puštanjem na slobodu 9 konja u nacionalnom parku Khustain Nuruu (Mongolija), Kini i drugim zemljama. Procjenjuje se, da danas na slobodi živi oko 300 jedinki u Mongoliji (1500 prema popisu 2005.) dok je u Kini posljednji put zapažen 1966. godine, zbog čega je osnovano uzgajalište ovih konja u Xinjiangu. Zbog toga je 1996. godine upisan na IUCN-ov crveni popis kritično ugroženih vrsta (CR), ali je nakon uspješne obnove populacije 2011. godine unaprijeđen u kategoriju ugrožena vrsta.
Kako su većina današnjih divljih konja, poput američkih mustanga ili australijskih brumbyja, zapravo domaći konji koji su pobjegli i prilagodili se životu u divljini, E. przewalskii je jedina vrsta konja koja nikada nije uspješno pripitomljena i ostala je divljom, te je najsličniji izvornom obliku domaćih konja.
Vrsta je kratkih nogu i zdepaste građe, u odnosu na domaće konje. Obično su visoki oko 132 cm, dugi oko 2,1 m, duljine repa od oko 90 cm, i teže oko 300 kg. Krzno im je uglavnom ugrasto s tamnijim nogama, repom, grivom i bijelim dijelovima oko njuške i trbuha,
U divljini ovi konji žive u krdima koje čini dominantni par, pastuh i kobila, te druge kobile za razmnožavanje. Obitavaju na jasno određenom području (kojega pastusi obilježavaju nuždom) u kojemu mogu u ispaši i pojenju prijeći od 5 – 10 km dnevno. Područja se mogu preklapati s područjima drugih krda jer pastusi bolje brane svoje kobile nego teritorij. Noću se okupe i spavaju oko četiri sata.

## Sinonimi
- Equus caballus przewalskii Poliakov, 1881
- Equus ferus przewalskii Poliakov, 1881

## Galerija
- Jedinka u zoološkom vrtu Battle Creek Michigan (SAD)
- Jedinke u Mongoliji
- Krdo u zoološkom vrtu u Njemačkoj

## Vanjske poveznice
|  | Zajednički poslužitelj ima stranicu o temi Equus przewalskii    |
|  | Zajednički poslužitelj ima još gradiva o temi Equus przewalskii |
|  | Wikivrste imaju podatke o taksonu Equus ferus przewalskii       |

- ARKive - Equus ferus przewalskii slike i filmovi
- Detalji o obnovi populacije Divljih konja Przewalskoga (engl.)